# Phyllocnistis loxosticha
Phyllocnistis loxosticha là một loài bướm đêm thuộc họ Gracillariidae. Nó được tìm thấy ở Uganda.